# The Assassin (film)
The Assassin er en kampsport film instrueret af taiwanske instruktør Hou Hsiao-Hsien fra 2015. Filmen vandt instruktørprisen på filmfestivalen i Cannes 2015.

## Medvirkende
- Qi Shu som Nie Yinniang
- Chen Chang som Tian Ji'an
- Shao-Huai Chang som Chiang Nu
- Nikki Hsin-Ying Hsieh som Huji
- Fang Mei som Yinniangs bedstemor
- Zhen Yu Lei som Tien Xing
- Ethan Juan som Xia Jing
- Dahong Ni som Nie Feng
- Jacques Picoux som Lady Tians lærer
- Satoshi Tsumabuki som Spejlpudseren